# Ball de Cercolets de Sant Pere de Ribes

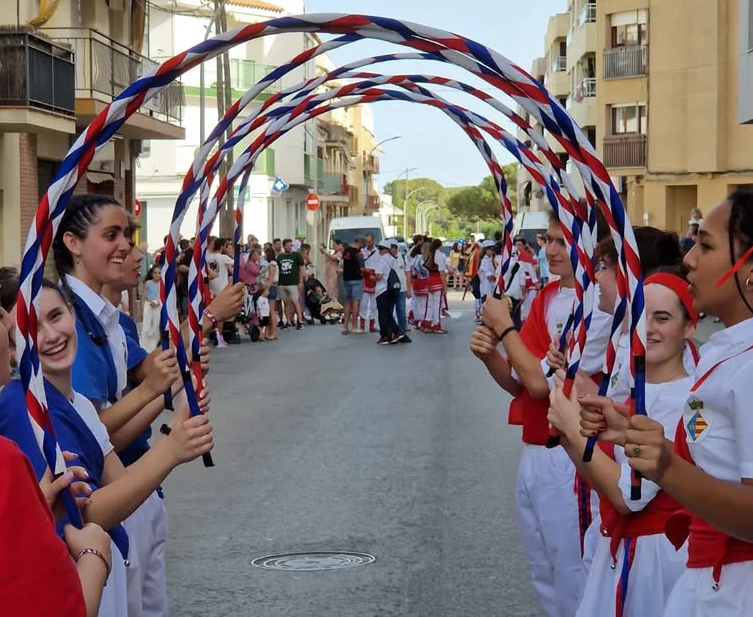
Ball de Cercolets de Sant Pere de Ribes

El ball de Cercolets de Sant Pere de Ribes és una dansa que participa en el Seguici de la Festa Major Sant Pere de Ribes, durant Sant Pau (25 de gener) i Sant Pere (29 de juny).

## Història
El ball de Cercolets és una dansa popular documentada a partir del segle XIX, però el seu origen podria ser anterior, ja que hi ha referències de danses similars arreu d'Europa. Aquesta dansa està vinculada a antics rituals agraris, diverses hipòtesis corroboren que el seu origen va sorgir a partir de fer rituals dedicats a la deessa flora, aquesta teoria ha anat evolucionant i avui en dia, es creu que el seu origen prové de les festes de tardor i al moment de la verema. Aquestes teories expliquen que la creació dels cèrcols es va crear amb els ferros que envolten les botes de vi, que estan decorats amb motius florals i fulles de pàmpol, també expliquen el ball nomenat “bota”, és amb motiu de les botes de vi.
El ball de cercolets va aparèixer a Ribes l'any 1963 sota l'impuls de Josep Maria Ramos. En aquell moment el ball era interpretat únicament per nois, eren una colla de set balladors, el majoral i el cridaire. El majoral es diferenciava amb un barret de colors.      Més tard va passar a ser un ball exclusivament per noies, amb una colla de vuit balladores.
Actualment, és un ball unisex amb vuit balladors i balladores i l'àngel. Hi consten dues colles, una d'infantil i una altra adulta o juvenil.

## Versos
La primera versió de versos de Cercolets que va aparèixer a Sant Pere de Ribes va ser elaborada per en Pere Carbonell l'any 1977. Aquesta versió va ser pensada per a una colla d'homes. Hi constaven nou versos, set d'ells per als balladors, un altre pel majoral i l'últim per l'àngel. Aquests nou versos explicaven una història, on el majoral anunciava l'arribada de la festa major i demanava que els balladors fossin perdonats per als seus vicis, tot seguit els set balladors personificaven els set pecats capitals i cada un d'ells personificava un vici, finalment l'àngel tancava la història tot demanant felicitat durant la festa.
Més tard, l'any 1984 es va elaborar una nova versió dels versos per a una colla formada per deu noies. Aquesta versió s'ha recitat sense modificacions des de l'any de creació fins al 2023. Hi consten onze versos, nou per les balladores, un altre per la majorala i l'últim per l'àngel. Aquests versos també expliquen una història bastant semblant a la primera versió, tot i que aquesta vegada hi ha més pecats. La majorala anuncia i celebra l'arribada de la festa major, tot seguit es presenten nou pecats diferents, que fan referència als set pecats capitals, i demanen que tots els seus vicis siguin perdonats per al sant patró, i per finalitzar l'àngel els dona per perdonats.

## Ball i música
El ball de Cercolets de Sant Pere de Ribes està acompanyat per una mitja cobla, formada per un sac de gemecs i un flabiol i tamborí.
Hi consten cinc coreografies diferents: el ball, el pont, la bota, les trenes i la verema.

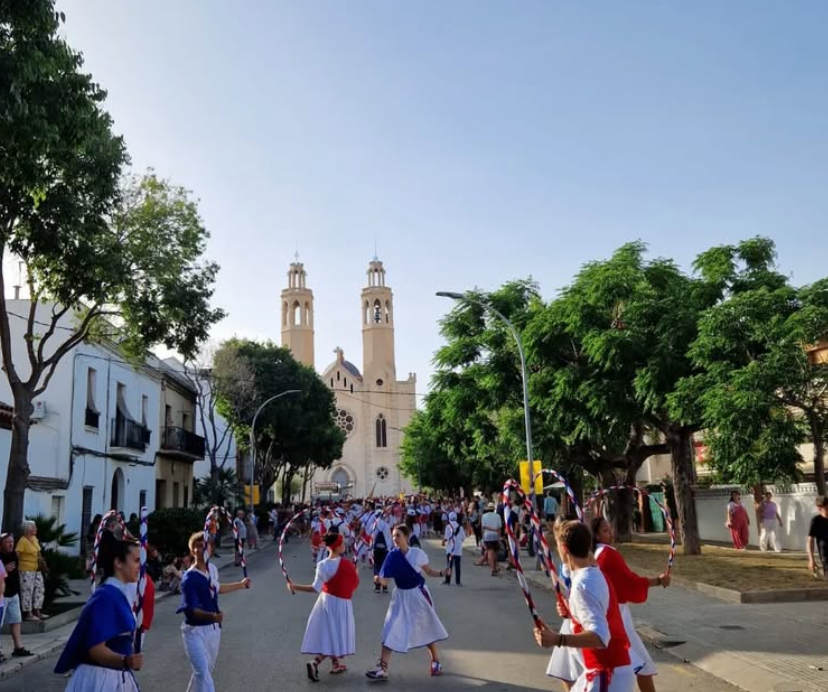
Ball de Cercolets de Sant Pere de Ribes

## Components i indumentaria
L'any 1963 ball era interpretat únicament per nois, que vestien espardenyes amb vetes blaves i blanques, calça blanca, camalls, camisa blanca i mocador. Era una colla formada per set balladors, el majoral i el cridaire. Més tard va ser representat noies, que vestien camisa blanca, mocador i faldilla de flors. Aquesta vegada eren una colla de set balladores, la majorala i l'àngel.
Actualment, el ball està representat per nois i noies, que vesteixen espardenyes amb vetes blaves i vermelles, pantaló blanc o faldilla blanca, camisa blanca, faixa i mocador.